# Bruce Bouillet
Bruce Bouillet (Memphis; 3 de febrero de 1965) es un músico y compositor estadounidense, conocido mayormente por haber sido guitarrista de  Racer X entre 1987 y 1989, y por haber cumplido misma labor en The Scream entre 1989 y 1993. Posteriormente estuvo en algunas bandas como Epidemic (2001-2003), The Bottom Dwellerz (2006-2007) y Asia featuring John Payne (2011-2012) y en 2007 inició su carrera como solista.
A mediados de los años 1990 comenzó su carrera como ingeniero de sonido, mezclador y productor discográfico, en la que ha trabajado con varias bandas principalmente de metal y rock. Adicionalmente, en 2005 ganó el premio Grammy a la mejor interpretación de metal por haber sido productor de la versión «Whiplash» realizada por Motörhead, para el álbum tributo a Metallica.

## Carrera
A mediados de los años 1980 ingresó al Musicians Institute (M.I) para mejorar su talento en la guitarra eléctrica. Entre sus profesores se encontraba el guitarrista Paul Gilbert, que admirado por su talento y por lo rápido que aprendía cada truco que él le enseñaba lo invitó a integrarse a su banda Racer X a mediados de 1986. Con su entrada se creó una armonía sincronizada de guitarras que llegó a redefinir el sonido de la banda. En 1987 se puso a la venta el disco Second Heat, que es el único álbum de estudio en donde participó, ya que tras la salida de Gilbert y luego de Jeff Martin decidieron separarse en 1989. En ese mismo año y junto a sus compañeros Juan Alderete y Scott Travis en compañía del cantante John Corabi fundaron The Scream, aunque al poco tiempo Travis se retiró para integrarse a Judas Priest. Con la banda grabó Let it Scream de 1991 y estuvo en ella hasta que se separaron en 1993.
Posteriormente ingresó a DC-10, en donde grabó un único disco Co-Burn de 1995, ya que al año siguiente la agrupación se separó. Tras ello comenzó a trabajar como ingeniero de sonido, mezclador y productor discográfico para artistas como Michael Schenker Group, Paul Gilbert, Buckcherry, Motörhead, Doro, Joe Cooley y Stevie Salas, entre otros. Por su parte, en 1999 Racer X retornó a los escenarios con su clásica alineación, sin embargo Bouillet fue el único que no quiso participar de ella. A pesar de aquello, trabajó como mezclador en el álbum Superheroes de 2002. Más tarde fundó las bandas Epidemic (2001-2003) y The Bottom Dwellerz (2006-2007), pero se retiró de esta última para iniciar su carrera como solista con el álbum Unspoken (2007) y hasta el 2013 ha publicado dos álbumes más. Además, en 2007 se reunió con Paul Gilbert para la gira G3, junto a Joe Satriani y John Petrucci, por algunas ciudades de Japón, Canadá y Estados Unidos. En 2011 fue convocado por John Payne para la gira por los Estados Unidos con su versión de Asia llamada Asia featuring John Payne, pero a los pocos meses después renunció para continuar con su trabajo como solista.

## Discografía
| con Racer X - 1987: Second Heat - 1988: Extreme Volume Live (en vivo) - 1992: Extreme Volume II Live (en vivo) con The Scream - 1991: Let it Scream con DC-10 - 1995: Co-Burn | con Paul Gilbert - 1998: King of Clubs - 1998: Flying Dog con The Bottom Dwellerz - 2006: Cracks of the Concrete Colaboraciones - 2004: The Sean Baker Orchestra - The Sean Baker Orchestra - 2009: The Sean Baker Orchestra - Baker's Dozen - 2015: The Sean Baker Orchestra - Game On!! | Solista - 2007: Unspoken - 2008: Interventions - 2013: The Order of Control |